# Мимар Кемалетин (квартал)
„Мимар Кемалетин“ (на турски: Mimar Kemalettin) е квартал на Истанбул, разположен в градска околия Фатих. Общата му площ е 0,15 км2. Според данни на Адресната система за регистриране на населението (ABPRS) към 2024 г. населението на „Мимар Кемалетин“ е 243 жители.